# ۴-دی‌اوکسی پیریدوکسین
۴-دی‌اوکسی پیریدوکسین (به انگلیسی: 4-Deoxypyridoxine) یک ترکیب شیمیایی با شناسه پاب‌کم ۶۰۹۴ است. 